# Damir Feigel
Damir Kajetan Feigel, slovenski pisatelj in primorski kulturni delavec, * 18. julij 1879, Idrija, † 30. april 1959, Gradišče nad Prvačino.

## Življenje
Rodil se je očetu Ivanu (Janezu), gozdnemu svetniku, in materi Julijani Premerstein. Njegov stric je bil znani skladatelj Danilo Fajgelj (priimek si je poslovenil). Osnovno šolo je dokončal še v Idriji, gimnazijo je obiskoval že v Gorici v letih 1890−1900, nato pa je vpisal pravo na Dunaju, ki ga ni dokončal. Čeprav po rodu Idrijčan je vse svoje ustvarjalno in delovno obdobje preživel v Gorici, kjer je opravil precejšnje kulturniško in narodnozavedno delo. Poleg Franceta Bevka je bil najvidnejši književnik v okupirani Primorski, vendar po 2. svet. vojni nekako pozabljen, čeprav politično nikakor ni bil sporen, ravno nasprotno – še v visoki starosti se je po sodiščih boril za pravico slovenskih zamejcev.
Študij prava je opustil deloma zaradi denarnih težav, zakoni in paragrafi pa mu tudi sicer niso preveč dišali (to je opisal v kratki zgodbi Predpotopna požrešnost) vleklo ga je v literarne in uredniške vode. V letih do konca prve svetovne vojne je objavljal v raznih glasilih: Ježu (1902−1909), Osi (1905−1906), urednik je bil Rado Murnik, praškem Domačem prijatelju (1904), ki ga je takrat urejala Zofka Kveder, in Kurentu (1918−1919) ter sodeloval pri različnih podjetjih goriškega založnika in tiskarja Andreja Gabrščka (nekako od leta 1904 naprej). Tako je maja 1904 sprejel urednikovanje goriškega medicinskega lista Knajpovec, mesečnika »za negovanje zdravja po Kneipovem sestavu, za pouk, vzgojo otrok in zabavo«. Delal je še v uredništvu liberalnega političnega časnika Soča (1904−1906), bil aktiven pri akademskem ferialnem društvu Adria ter opravljal funkcijo tajnika napredne zveze narodnih kulturnih društev (1909−1910). Gorica je bila takrat kulturno zelo razgibana in dejavna, gotovo takoj za Ljubljano, k čemur je obilno pripomogel prav Gaberšček s svojim neutrudnim delom, saj je v 15 letih izdal več kot 200 knjig. Damir Feigel se je v celoti posvetil narodnozavednemu delovanju, skrbi za slovensko tiskano besedo in kasneje vedno bolj tudi pisateljevanju. Gorice ni več zapuščal, edinole ko ga je leta 1916 v begunsko taborišče Steinklamm in v štajersko Lipnico pregnala vihra prve svetovne vojne. Tam je tudi uredil Slovenski begunski koledar za leta 1917. Še pred koncem vojne se je vrnil v Gorico, kjer je po vojni postal tajnik Zveze narodnih društev (okrog 150 društev), tajnik županske zveze, ustanovljene leta 1918 z namenom pospešitve obnove razdejane dežele, in odbornik Goriške Matice.
Po prvi svetovni vojni je sodeloval pri časnikih Goriška straža, Edinost, Mladika, bil sourednik pri zadnji številki tržaškega Našega glasu ter se priključil Goriški Matici, kjer sta s Francetom Bevkom od leta 1926 urejala njen koledarski in književni program ter tako vzdrževala tisto kontinuiteto slovenskega kulturnega življenja, ki je tudi fašizem ni mogel uničiti. Med drugim je Feigel sodeloval pri prevratniškem Bevkovem Čuku na palici. Ker je bil Bevk pogosto po sodiščih in v zaporu, je moral Feigel večkrat vse delo in odgovornost prevzeti na lastna pleča. Fašistična oblast ga je imela neprestano na muhi in budno spremljala vsak njegov korak, o čemer priča tudi sledeča dogodivščina. Feigel je povedal, da so ga obiskali funkcionarji finančne oblasti in hoteli pri njem odkriti, razkrinkati in zapreti nekega čarovnika brez dovoljenja, ki očitno dela na črno. Zaplet je povzročil prevod naslova nove Feiglove knjige Čarovnik brez dovoljenja, »Lo stregone senza la licenza« – fašistična oblast je prežala na vsako malenkost, ki bi bila lahko povod za aretacijo odgovornih pri Matici in njeno ukinitev. V začetku druge svetovne vojne je bil za tri tedne tudi sam zaprt. Sodeloval je tudi v domoljubni odporniški organizaciji TIGR, kar je malo znano, in pošiljal v partizane med osvobodilnim bojem Bevku ter drugim tovarišem knjige in material, potreben za utemeljevanje narodnih zahtev.
Po drugi svetovni vojni je urejal koledar Gregorčičeve založbe, za katero je priredil tudi knjižico Nekaj ruskih humoresk, med letoma 1947 in 1951 pa je bil odgovorni urednik obnovljene Soče, glasila Demokratične fronte Slovencev v Italiji. V Soči je urejeval tudi rubriko Strelovod. Večkrat je bil tudi na zatožni klopi, leta 1950 skupaj s prijateljem Andrejem Budalom. Z Viljemom Nanutom je leta 1950 izdal knjigo Beneška Slovenija. Prav med obema vojnama, ko je bilo primorskim Slovencem najtežje, je njegovo ustvarjalno delo doživelo razcvet. Umrl je v osemdesetem letu na Gradišču pri Prvačini, kamor se je iz Gorice umaknil zaradi bolezni.
Kritiki Feiglu niso bili naklonjeni, tudi v literarnih zgodovinah mu je posvečenega bolj malo prostora, mnogo več simpatij si je pridobil med bralstvom, saj France Bevk (1949: 917) piše, da v času med obema vojnama »v Slovenskem Primorju ni bilo hiše, ki je spoštovala slovensko tiskano besedo in bi v svoji knjižni omari ne imela tudi Feiglovih knjig« (naklade so znašale preko 20.000 izvodov), kajti za Primorce pod fašizmom so imela njegova dela posebno ceno. Andrej Budal ga poleg Murnika, Alešovca in Milčinskega uvršča med naše največje humoriste.

## Dela
- Pol litra vipavca. Ljubljana: Ig. pl. Kleinmayr & Bamberg, 1911, 1923.
- Bacili in Bacilke: Humoreske. Gorica: Narodna tiskarna Gorica, 1920.
- Tik za fronto. Ljubljana: Tiskovna zadruga, 1921.
- Po strani klobuk. Gorica: Narodna knjigarna, 1923.
- Domače živali. Ljubljana: Zvezna tiskarna in knjigarna, 1924.
- Pasja dlaka!: Roman. Gorica: Goriška matica, 1926.
- Na skrivnostnih tleh. Trst: Edinost, 1929.
- Moja hoja čez Mojstrovko. Koledar Goriške matice za leto 1930. Gorica: Goriška matica, 1929. 39−44.
- Faraon v fraku. Trst: Edinost, 1930.
- Čudežno oko. Gorica: Goriška matica, 1930.
- Ob obratu stoletja: Spomini iz dijaških let in drugi spisi. Trst: Tipografia Consorziale, 1931.
- Brezen. Trst: Književna družina Luč, 1931.
- Kolumb. Trst: Tipografia Consorziale, 1932.
- Čarovnik brez dovoljenja. Gorica: Goriška matica, 1933.
- Okoli sveta/8. Gorica: Unione Editoriale Gorizia, 1935.
- Supervitalin. Gorica: Unione Editoriale Gorizia, 1939.
- Koledar za leto 1946 [koledar Goriške matice, ur. Damir Feigel]. Gorica: s. n., 1945.
- Beneška Slovenija [ur. Damir Feigel in Viljem Nanut]. Gorica : Knjigarna »G. Carducci«, 1950.
- Ob obratu stoletja. Koper: Lipa, 1960.
- Pol litra vipavca. Trst: ZTT, 1978.